# Taghazout
Taghazout (Berber: ⵜⴰⵖⴰⵣⵓⵜ, Taɣazut; Arabisch: تاغازوت) is een klein vissersdorp aan de Atlantische kust van Marokko, iets ten noorden van Agadir. Het dorp had in 2004 5.348 inwoners. De bevolking bestaat uit Berbers en een grote gemeenschap van Europeanen omdat het sinds de jaren zestig een grote hippiegemeenschap heeft. Aan de rand van het dorp plaatsten de hippies bordjes met namen als Banana Village en Paradise Valley. Deze staan er vandaag de dag nog steeds.
Het toerisme staat hier nog in de kinderschoenen maar is wel in ontwikkeling. Het is een van de belangrijkste surflocaties van het land.